# نبردناو کلاس گانگات
نبردناو کلاس گانگات (به انگلیسی: Gangut-class battleship) یک کلاس از کشتی است که طول آن ۱۸۱٫۲ متر (۵۹۴ فوت ۶ اینچ) می‌باشد.